# لندریت (نیومکزیکو)
لندریت (به انگلیسی: Lindrith) یک منطقهٔ مسکونی در ایالات متحده آمریکا است که در شهرستان ریو آریبا، نیومکزیکو واقع شده‌است. لندریت ۲٬۲۰۵٫۸۶ متر بالاتر از سطح دریا قرار دارد.